# Umsatzsteuer (Österreich)
Die Umsatzsteuer (USt) ist in Österreich eine Bundessteuer, d. h. der Bund hat die Steuerhoheit. Eine Aufteilung auf die Bundesländer wird jeweils neu verhandelt.
Die Umsatzsteuer besteuert den Austausch von Lieferungen und Leistungen. In Österreich gilt das im Zuge des EU-Beitrittes beschlossene Bundesgesetz über die Besteuerung der Umsätze (Umsatzsteuergesetz 1994 – UStG 1994). Es setzte zum Großteil das von der EU mittels Richtlinien vorgegebene Umsatzsteuerrecht in nationales Recht um.

## Steuerbare Umsätze
Der Umsatzsteuer unterliegen grundsätzlich folgende Umsätze (§ 1 Abs 1 UStG):
- Leistungen, die ein Unternehmer im Inland gegen Entgelt im Rahmen seines Unternehmens ausführt
- Der Eigenverbrauch im Inland
- Die Einfuhr von Gegenständen aus dem Drittlandsgebiet („Einfuhrumsatzsteuer“)
- Der innergemeinschaftliche Erwerb im Inland gegen Entgelt („Erwerbssteuer“, Art 1 Abs 1 BMR)

Ist ein Umsatz einer dieser Tatbestände zurechenbar, ist er steuerbar und, wenn keine Steuerbefreiung (§ 6 UStG) vorliegt, steuerpflichtig.

### Leistungen
Leistungen werden in Lieferungen (§ 3 UStG) und sonstige Leistungen (§ 3a UStG) unterteilt. Mit einer Lieferung wird die Verfügungsmacht über einen Gegenstand verschafft. Sonstige Leistungen sind negativ definiert, als alles, was keine Lieferung ist.

Es gilt hierbei der Grundsatz der Einheitlichkeit der Leistung. Das heißt einerseits, dass eine Leistung nur entweder Lieferung oder sonstigen Leistung sein kann und andererseits, dass eine Nebenleistung dem Schicksal der Hauptleistung folgt.

#### Unternehmer
Der Umsatzsteuer unterliegen nur Leistungen von Unternehmern und nicht von Verbrauchern. Unternehmer ist man gemäß § 2 Abs 1 UStG, wenn folgende Voraussetzungen gegeben sind:
- gewerbliche oder berufliche Tätigkeit
- Selbständigkeit (also keine nichtselbstständig Beschäftigten, sprich Dienstnehmer)
- Nachhaltigkeit (d. h. auf Wiederholungsabsicht ausgerichtet)
- Einnahmenerzielungsabsicht (Gewinnerzielungsabsicht ist nicht erforderlich)

Das Unternehmen umfasst hierbei alle gewerblichen oder beruflichen Tätigkeiten des Unternehmers (Grundsatz der Einheitlichkeit des Unternehmens).

#### Ort der Leistung
Da nur inländische Umsätze steuerbar sind, ist bei grenzüberschreitenden Umsätzen der Ort der Leistung von Bedeutung.
- Lieferungen: Lieferungen werden dort ausgeführt, wo sich der Gegenstand zur Zeit der Verschaffung der Verfügungsmacht befindet (§ 3 Abs 7 UStG). Bei der Beförderung oder Versendung des Gegenstands gilt die Lieferung dort als ausgeführt, wo die Versendung oder Beförderung beginnt (§ 3 Abs 8 UStG).
- Sonstige Leistung: Bei sonstigen Leistungen gilt zwischen Unternehmern grundsätzlich die B2B-Grundregel, wonach die sonstige Leistung beim empfangenden Unternehmer ausgeführt wird (§ 3a Abs 6 UStG). Wird die sonstige Leistung an einen Nichtunternehmer ausgeführt, gilt grundsätzlich die B2C-Grundregel, wonach die sonstige Leistung beim leistenden Unternehmer ausgeführt wird (§ 3a Abs 7 UStG). Dazu gibt es allerdings zahlreiche Ausnahmen, wie insbesondere in Verbindung mit Grundstücken, Personen- und Güterbeförderungsleistungen, Arbeiten an beweglichen körperlichen Sachen etc. (§ 3a Abs 9 bis 15 UStG).

#### Entgeltlichkeit
Die Leistung muss grundsätzlich entgeltlich (im Sinne eines Leistungsaustausches) erfolgen (do-ut-des-Prinzip). Es gibt allerdings Ausnahmen bei der Entnahme eines Gegenstands aus einem Unternehmen (§ 3 Abs 2 und § 3a Abs 1a UStG) und beim Eigenverbrauch (§ 1 Abs 1 Z 2 UStG). Auch bei Schadenersatzzahlungen oder bei Mitgliedsbeiträgen zu Vereinen ist zu fragen, ob eine Leistung nur wegen einer konkreten Gegenleistung (dann „unecht“ und damit steuerbar) oder ohne eine konkrete Gegenleistung zu erwarten (dann „echt“ und damit nicht steuerbar) erbracht worden ist.

### Eigenverbrauch
Darunter fallen Ausgaben, die ein Unternehmer tätigt, die Leistungen betreffen, die Zwecken des Unternehmens dienen und deren Entgelte nicht überwiegend keine abzugsfähigen Ausgaben im Sinne § 20 Abs 1 Z 1 bis 5 EStG oder nach § 12 Abs 1 Z 1 bis 5 KStG sind (§ 1 Abs 1 Z 2 lit a iVm § 12 Abs 2 Z 2 lit a UStG).

### Einfuhrumsatzsteuer
Bei Waren, die aus Nicht-EU-Ländern importiert werden, fällt die Einfuhrumsatzsteuer (EUSt) an. Der Umsatz wird nach dem Zollwert des Gegenstands bemessen (§ 5 Abs 1 UStG).

### Erwerbssteuer
Die Umsatzsteuer für Lieferungen aus den übrigen EU-Ländern, für die Steuerpflicht im Inland besteht, wird als Erwerbsteuer bezeichnet (Art 1 BMR).

## Steuerpflicht
In Österreich sind alle Unternehmer mit einem Jahresumsatz höher als 55.000 Euro (bis 2019 30.000 Euro, 2020–2024 35.000 Euro) umsatzsteuerpflichtig und daher auch vorsteuerabzugsberechtigt. Alle darunter liegenden Umsätze sind auf Grund der Kleinunternehmerregelung unecht umsatzsteuerbefreit, es sei denn der Kleinunternehmer optiert zur Umsatzsteuerpflicht. Für Unternehmen bestehen jedoch Ausnahmen, z. B. für Banken und Versicherungen, Ärzte, verschiedene Kulteinrichtungen, die weder umsatzsteuerpflichtig noch vorsteuerabzugsberechtigt sind (vgl. unten „unechte Steuerbefreiung“ § 6 Abs 1 Z 27 UStG).
Auch gemeinnützige Vereine (ausgenommen Sportvereine) unterliegen prinzipiell der Umsatzsteuerpflicht. Werden allerdings längere Zeit keine Gewinne erzielt, erlöschen die Steuerpflicht und das Recht auf Vorsteuerabzug. Es gibt hier aber sehr viele Ausnahmeregelungen.

## Steuersätze (§ 10 UStG)
Das österreichische Steuerrecht verwendet ausschließlich den Begriff Umsatzsteuer und sieht drei Steuersätze vor, und zwar den Normalsteuersatz von 20 %, den ermäßigten Steuersatz von 10 % und einen speziellen ermäßigten Steuersatz von 13 % (vom 1. Juli 2020 bis 31. Dezember 2021 wurden für Beherbergung und Campingplätze, für die Gastronomie sowie hinsichtlich der bereits zuvor mit dem ermäßigten Steuersatz von 10 % oder 13 % begünstigten Leistungen der Kulturbranche und der Lieferungen im Publikationsbereich die ermäßigten Steuersätze wegen der COVID-19-Pandemie vorübergehend auf 5 % gesenkt; für Zeitungen und andere periodische Publikationen galt die Ermäßigung nur bis 31. Dezember 2020).
Der spezielle ermäßigte Steuersatz von 13 % gilt unter anderem für Tiere, Saatgut und Pflanzen, Kulturveranstaltungen, Holz, den Ab-Hof-Verkauf von Wein und den nicht grenzüberschreitenden Luftverkehr. Dieser Steuersatz galt ursprünglich nur für den Ab-Hof-Verkauf von Wein und betrug 12 %. Er wurde mit 1. Jänner 2016 auf 13 % angehoben und um die anderen Besteuerungsgegenstände, die zuvor allesamt dem ermäßigten Steuersatz von 10 % unterlagen, erweitert.
Der ermäßigte Steuersatz von 10 % wird u. a. bei Lebensmitteln, Büchern, Wohnungsvermietungen, Zeitungen, land- und forstwirtschaftlichen Produkten und beim Personentransport (mit Ausnahme des inländischen Luftverkehrs) angewandt.
Seit dem 1. Jänner 2009 gilt der ermäßigte Steuersatz auch für die Umsätze aus dem Verkauf von Arzneimitteln, hingegen gilt für Medizinprodukte weiterhin der Normalsteuersatz von 20 %. Als Medizinprodukte gelten jene Produkte, die durch das Arzneimittelgesetz abgegrenzt sind und dem Medizinproduktegesetz von 1996 unterliegen. Dabei wird nicht unterschieden, ob es sich um Arzneien im Rahmen der Humanmedizin oder der Veterinärmedizin handelt. Die Österreichische Agentur für Gesundheit und Ernährungssicherheit GmbH (AGES) befindet dabei, ob es sich bei bestimmten Waren um Arzneimittel handelt oder nicht. Die nach einer längeren Diskussion eingeführte Senkung der Umsatzsteuer von 20 % auf 10 % führte dazu, dass der Einkauf von Arzneien genauso besteuert wird wie in Italien oder der Slowakei. Dagegen werden in Deutschland Arzneien mit 19 % erheblich höher besteuert.
Der spezielle Steuersatz von 13 % (ursprünglich 12 %) für den Ab-Hof-Verkauf von Wein wurde bei den Beitrittsverhandlungen mit der EU ausgehandelt.
Für Einfuhren in die Zollausschlussgebiete Jungholz (Tirol) und Mittelberg (Vorarlberg) gelten die deutschen Steuersätze von 19 % bzw. ermäßigt 7 % (vom 1. Juli bis 31. Dezember 2020 16 % bzw. 5 %), da diese Gemeinden zollrechtlich zu Deutschland gehören. Für die dort bewirkten Umsätze wird österreichische Umsatzsteuer zu 19 % erhoben, die ermäßigten Steuersätze von 10 % bzw. 13 % geltend allerdings auch dort (§ 10 Abs. 4 österreichisches UStG).
Beim Handel mit Kunstgegenständen und Gebrauchtwaren ist außerdem die Differenzbesteuerung nach § 24 UStG üblich. Je nach Differenz zwischen Verkauf und Einkauf ergibt sich ein effektiver Umsatzsteuersatz von Null bis maximal 20 %. Die Bemessungsgrundlage für die Differenzbesteuerung ist der Verkaufspreis abzüglich Einkaufspreis, vermindert um den Normalsteuersatz von 20 %.

## Steuerbefreiungen (§ 6 UStG)
Keine Umsatzsteuer gibt es für den Kauf von Grundstücken. Diese unterliegen der Grunderwerbsteuer.

### Echte Steuerbefreiungen
Der Unternehmer (Verkäufer) kann die von ihm bezahlte Umsatzsteuer (= Vorsteuer) vollständig vom Finanzamt zurückfordern. Echt steuerbefreit sind unter anderem Ausfuhrlieferungen, Lohnveredelungen für ausländische Auftraggeber und grenzüberschreitende Beförderungen in Drittländer, Umsätze der Seeschifffahrt und der Luftfahrt wie auch Goldlieferungen an Zentralbanken und deren Vermittlung.
Bei der echten Steuerbefreiung legt der echt befreite Unternehmer bei seiner Ausgangsrechnung (AR) eine Nettorechnung, weist also keine österreichische Umsatzsteuer aus (siehe § 11 UStG). Die an ihn verrechnete Umsatzsteuer (per Eingangsrechnung (ER)) kann er hingegen als Vorsteuer (VSt) geltend machen. Die echten Steuerbefreiungen sind in § 6 Abs 1 Z 1–6 UStG dargestellt.

### Unechte Steuerbefreiungen
Hier darf der Unternehmer (Verkäufer) keine Umsatzsteuer in Rechnung stellen und auch keinen Vorsteuerabzug geltend machen. Betroffen sind z. B. Kreditzinsen, Kontoführungsprovisionen, Umsätze mit Briefmarken, Briefen, Paketen, Bausparkassen sowie Umsätze aus der Tätigkeit als Arzt, Zahnarzt, Psychotherapeut etc.
Auch der Kleinunternehmer (KU) zählt gemäß § 6 Abs 1 Z 27 UStG zu den unecht befreiten Unternehmern. Kleinunternehmer ist, wer im Inland einen Wohnsitz oder Sitz hat und dessen Umsätze im Veranlagungszeitraum den Betrag von 55.000 Euro (Nettogrenze) nicht übersteigen. Nicht mit eingerechnet werden Hilfsgeschäfte und die Geschäftsveräußerung im Ganzen. Dabei kann diese Grenze in einem Betrachtungszeitraum von fünf Jahren einmal um nicht mehr als 15 % überschritten werden. Gemäß § 6 Abs 3 UStG kann der KU aber aus der KU-Befreiung in die volle Steuerpflicht optieren.

## Vorsteuerabzug
Damit ein Unternehmer, der eine Leistung erhält, Vorsteuerbeträge abziehen kann, müssen folgenden Voraussetzungen erfüllt sein (§ 12 Abs 1 Z 1 lit a):
- Der Leistungserbringer ist Unternehmer.
- Eine formgültige Rechnung wurde ausgestellt.
- Die Leistung wurde für das Unternehmen des Leistungsempfängers ausgeführt. Für das Unternehmen ausgeführt gelten Leistungen, sobald sie für zumindest 10 % unternehmerischen Zwecken dienen (§ 12 Abs 2 Z 1 lit a UStG). Nicht als für das Unternehmen ausgeführt gelten Leistungen, deren Entgelte überwiegend keine abzugsfähigen Ausgaben im Sinne des § 20 Abs 1 Z 1 bis 5 EStG oder der §§ 8 Abs 2 und 12 Abs 1 Z 1 bis 5 KStG sind oder die im Zusammenhang mit der Anschaffung, Miete oder Betrieb von PKW stehen (Ausnahme: Gewerbliche Weiterveräußerung, Personenbeförderung oder Vermietung, sowie PKW ohne CO2-Ausstoß)
- Zusätzlich bei der Ist-Besteuerung: Die Zahlung muss bereits geleistet worden sein.

Auch die Einfuhrumsatzsteuer kann als Vorsteuer abgezogen werden (§ 12 Abs 1 Z 2 lit a UStG). Unternehmer, die einer „unechten Steuerbefreiung“ unterliegen, sind vom Vorsteuerabzug ausgeschlossen (§ 12 Abs 3 UStG), genauso wie jene, die wussten oder wissen mussten, dass der betreffende Umsatz in Zusammenhang mit Umsatzsteuerhinterziehungen oder sonstigen, die Umsatzsteuer betreffenden Finanzvergehen steht (§ 12 Abs 14 UStG).

## Steuerschuld
Bei der Steuerschuld geht es darum, wer die Umsatzsteuer dem Finanzamt schuldet und wann. Grundsätzlich ist der leistende Unternehmer Steuerschuldner. Ausnahmen sind:
- Bei sonstigen Leistungen, Bauleistungen und Werklieferungen, der Empfänger der Leistung (Reverse-Charge-System; § 19 Abs 1 Satz 2 UStG)
- Bei der Einfuhrumsatzsteuer, derjenige, der den Gegenstand ins Inland einführt
- Beim innergemeinschaftlichen Erwerb, der Erwerber (Art 19 Abs 1 Z 1 BMR)

Die Steuerschuld entsteht grundsätzlich mit Ablauf des Kalendermonats, in dem die Leistung ausgeführt worden ist (Sollbesteuerung). In folgenden Fällen entsteht sie allerdings mit Ablauf des Kalendermonats, in dem die Entgelte für die Leistung vereinnahmt worden sind (Istbesteuerung):
- Bei Freiberuflern, nicht-buchführungspflichtigen Land- und Forstwirten bzw. nicht-rechnungslegungspflichtigen Gewerbetreibenden, und allen anderen Unternehmern mit Umsätzen unter 100.000 € mit der Option zur Sollbesteuerung (§ 19 Abs 2 Z 1 lit b Satz 1 iVm § 17 UStG)
- Bei Anzahlungen (Mindest-Istbesteuerung)

## Umsatzsteueraufkommen
| Jahr | Betrag in Mrd. Euro |
| ---- | ------------------- |
| 2001 | 17,4                |
| 2002 | 17,6                |
| 2003 | 16,5                |
| 2004 | 18,2                |
| 2005 | 19,4                |
| 2006 | 20,2                |
| 2007 | 20,8                |
| 2008 | 21,9                |
| 2009 | 21,6                |
| 2010 | 22,5                |
| 2011 | 23,4                |
| 2012 | 24,6                |

Quelle: OeNB

## Historisches

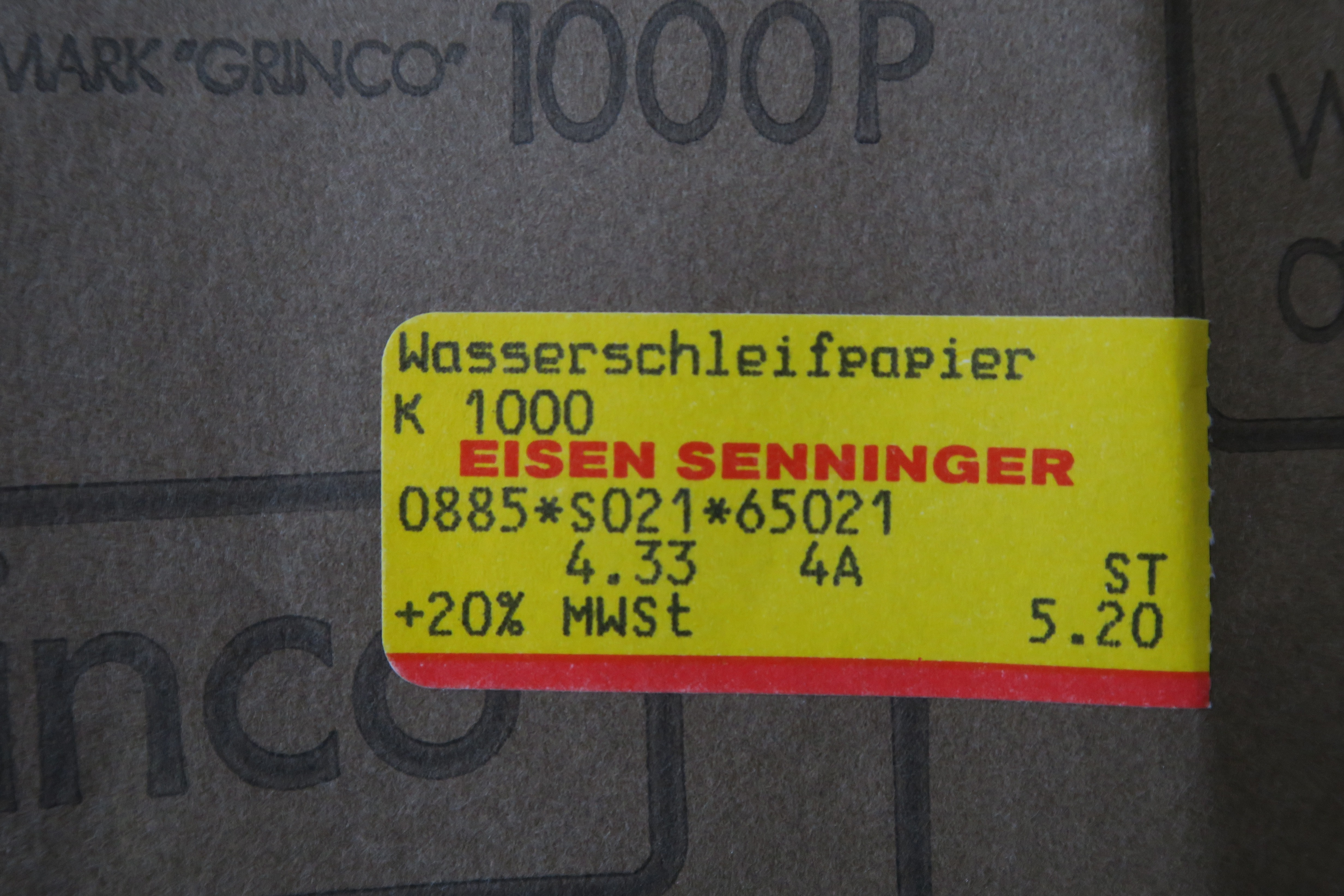
Preisetikett mit Mehrwertsteuer in Schilling, Österreich

Die Umsatzsteuer mit Vorsteuerabzug („Mehrwertsteuer“) löste am 1. Jänner 1973 die vorher geltende Umsatzsteuer ohne Vorsteuerabzug ab, die 5,5 % im Einzelhandel und 2 % im Großhandel betrug. Die Rechtsgrundlage hierzu bildete das Bundesgesetz vom 15. Juni 1972 über die Einführung des Umsatzsteuergesetzes 1972.
- Die 1973 erstmals erhobenen Steuersätze waren 16 % bzw. 8 %.
- Der Regelsatz wurde 1976 auf 18 % erhöht, der ermäßigte Steuersatz blieb bei 8 %.
- 1978 wurde aber ein dritter Steuersatz mit 30 % festgesetzt. Diese (umgangssprachliche) Luxussteuer wurde auf Fahrzeuge, Schmuck, Uhren, Pelze und Konsumelektronik eingehoben.
- 1984 wurden alle Steuersätze um zwei Prozentpunkte angehoben (10 %, 20 %, 32 %). Außerdem wurde Energie über einen Zwischenschritt (13 %, 1981) vom ermäßigten in den Regelsteuersatz überführt.
- Die „Luxussteuer“ entfiel 1987 teilweise und 1992 gänzlich und wurde bei PKW durch die Normverbrauchsabgabe (NoVA) abgelöst. Seit damals gelten die bis heute gültigen Steuersätze von 10 % und 20 %.

Danach gab es nur mehr indirekte Steuererhöhungen, die jedoch äußerst aufkommenswirksam waren. So wurde 1996 aufgrund der Ausgliederung der Post & Telekom Telefonie umsatzsteuerpflichtig. Seit 1997 sind Leistungen aus ärztlicher Tätigkeit unecht steuerbefreit, wofür es auf der Basis des „Gesundheits- und Sozialbereichsbeihilfengesetz (GSBG)“ Ausgleichszahlungen gibt, die sich im Jahr 2009 auf 1,82 Mrd. Euro beliefen. Trotz der zahlreichen direkten und indirekten Steuererhöhungen liefert die Umsatzsteuer heute wie im Jahr ihrer Einführung ein Aufkommen von ca. 8 % des BIP.
Seit 1. Jänner 2016 beträgt der spezielle ermäßigte Steuersatz 13 % statt vorher 12 %. Bestimmte Güter bzw. Leistungen wurden vom ermäßigten Steuersatz von 10 % in den speziellen ermäßigten Steuersatz überführt:
Die Anhebung einiger ermäßigter Mehrwertsteuersätze von 10 % (bzw. 12 %) auf 13 % betraf u. a. Tiere, Saatgut und Pflanzen, kulturelle Dienstleistungen (Museen, Tiergärten, Filmvorführungen), Holz, den Ab-Hof-Verkauf von Wein, den Luftverkehr, Bäder, die Jugendbetreuung und die Beherbergung. Für letztere wurde die Erhöhung erst nach Ende der Wintersaison ab 1. Mai 2016 wirksam.

## Zukunft
In Österreich wird seit einiger Zeit an eine Lösung gedacht, bei der der Abzug der Vorsteuer hinfällig werden soll. Fällig soll die Umsatzsteuer erst beim Verkauf an den Endverbraucher werden, der ja eigentlich die gesamte Steuerlast tragen soll. Jeder Verkauf zwischen Unternehmen untereinander soll nur auf Nettobasis erfolgen, womit ein Geldfluss zum und vom Finanzamt vermieden werden kann. Probleme bereitet dabei aber der Nachweis, ob es sich beim Käufer tatsächlich um ein Unternehmen handelt. Dies könnte beispielsweise über eine Taxcard o. ä. erfolgen. Damit will man den steigenden Vorsteuerbetrugsfällen Einhalt gebieten und die Steuerausfälle bei Insolvenz gering halten. Dazu sind aber Ausnahmeregelungen der EU notwendig. 2002 erhielten alle Unternehmen wie schon im Binnenmarkt üblich eine UID-Nummer, die als Formvorschrift auf allen Rechnungen angeführt werden muss. Für Bauleistungen, Sicherungsübereignung u. ä. wird bereits ein Übergang der Steuerschuld auf den Empfänger gesetzlich normiert; d. h. die Rechnung ist netto mit Hinweis auf den Übergang der Steuerschuld auszustellen.

## Umsatzsteuer als Wahlkampfthema
Die Umsatzsteuer war ein Streitthema im Nationalratswahlkampf 2008, bei dem die SPÖ den Steuersatz auf Lebensmittel vor dem Hintergrund einer starken Inflation halbieren wollte. Von der ÖVP und den Grünen wurde die Wirksamkeit bezweifelt. Letztendlich kam es nicht zu einer Halbierung der Umsatzsteuer.